# Zbigniew Rokicki
Zbigniew Apoloniusz Rokicki (ur. 18 kwietnia 1947 w Suchawie) – polski polityk, przedsiębiorca, senator I kadencji.

## Życiorys
Absolwent Technikum Budowlanego w Szczecinie oraz stołecznej Szkoły Oficerów Pożarnictwa. W pierwszej połowie lat 70. był pracownikiem szczecińskiej straży pożarnej, w 1976 zajął się prowadzenie gospodarstwa rolnego w Drzewiczu. Od 1980 był działaczem „Solidarności”. W stanie wojennym został internowany na okres od 13 grudnia 1981 do 19 kwietnia 1982. Brał udział w obradach Okrągłego Stołu. Od 1989 do 1991 sprawował mandat senatora I kadencji, wybranego w województwie skierniewickim z listy Komitetu Obywatelskiego. W latach 1991–1993 zasiadał w Trybunale Stanu. Zajął się prowadzeniem własnej działalności gospodarczej.
Należał do Kongresu Liberalno-Demokratycznego, w czerwcu 1990 na I Krajowej Konferencji Założycielskiej KLD został wybrany na członka pierwszego prezydium tego ugrupowania. W 1994, w wyniku połączenia KLD z Unią Demokratyczną, stał się członkiem Unii Wolności. Od 2001 związany z Platformą Obywatelską, przewodniczył strukturom tej partii w powiecie żyrardowskim. W wyborach w 2010 uzyskał mandat radnego rady powiatu. W wyborach w 2014 bezskutecznie kandydował do sejmiku mazowieckiego, a w 2018 bez powodzenia ubiegał się o mandat radnego powiatu. Do rady powiatu został ponownie wybrany w 2024.
Odznaczony Krzyżem Oficerskim Orderu Odrodzenia Polski (2012), a także Krzyżem Wolności i Solidarności (2016).